# عبدالحمید باقری بنابی
عبدالحمید باقری بنابی (زادهٔ ۱۳۱۶ در بناب) نمایندهٔ حوزهٔ انتخابیهٔ تبریز در دورهٔ پنجم مجلس شورای اسلامی بوده‌است.